# Oliver T. Marsh
Oliver T. Marsh (Kansas City, 30 januari 1892 – Los Angeles, 5 mei 1941) was een Amerikaans cameraman.

## Loopbaan
Oliver T. Marsh kwam via zijn zus Mae Marsh in contact met de regisseur D.W. Griffith en ging zo aan de slag bij Biograph Company. Vanaf 1818 was hij er werkzaam als hoofdcameraman en hij werd al snel een van de meest gevraagde experts in zijn vak. Na zijn overstap naar MGM drukte hij bij die filmstudio zijn stempel op de huisstijl. Hij werkte er samen met veel prominente regisseurs en acteurs uit die tijd.
In 1949 kregen Allen M. Davey en hij een ere-Oscar voor hun gezamenlijke camerawerk voor de film Sweethearts. Bij de Oscaruitreiking van 1941 werden ze samen genomineerd voor hun bijdrage aan de film Bitter Sweet.

## Filmografie (selectie)
- Dodging a Million (1918)
- The Floor Below (1918)
- Joan of Plattsburg (1918)
- All Woman (1918)
- A Virtuous Vamp (1919)
- Good References (1920)
- Something Different (1920)
- Mama's Affair (1921)
- Wedding Bells (1921)
- Woman's Place (1921)
- Red Hot Romance (1922)
- Peacock Alley (1922)
- Fascination (1922)
- Broadway Rose (1922)
- Jazzmania (1923)
- The Unknown Purple (1923)
- Married Flirts (1924)
- Circe, the Enchantress (1924)
- The Merry Widow (1925)
- The Midshipman (1925)
- Time, the Comedian (1925)
- The Masked Bride (1925)
- Soul Mates (1925)
- Kiki (1926)
- The Duchess of Buffalo (1926)
- Camille (1926)
- Annie Laurie (1927)
- The Enemy (1927)
- The Dove (1927)
- Sadie Thompson (1928)
- The Divine Woman (1928)
- The Smart Set (1928)
- The Masks of the Devil (1928)
- Dream of Love (1928)
- Eternal Love (1929)
- The Single Standard (1929)
- Marianne (1929)
- Our Modern Maidens (1929)
- Untamed (1929)
- Not So Dumb (1930)
- Strictly Unconventional (1930)
- In Gay Madrid (1930)
- The Florodora Girl (1930)
- Du Barry, Woman of Passion (1930)
- New Moon (1930)
- The Bachelor Father (1931)
- It's a Wise Child (1931)
- Just a Gigolo (1931)
- The Man in Possession (1931)
- The Phantom of Paris (1931)
- New Adventures of Get Rich Quick Wallingford (1931)
- The Sin of Madelon Claudet (1931)
- Possessed (1931)
- Emma (1932)
- Arsène Lupin (1932)
- But the Flesh Is Weak (1932)
- Divorce in the Family (1932)
- Rain (1932)
- Faithless (1932)
- The Son-Daughter (1932)
- Today We Live (1933)
- Night Flight (1933)
- Dancing Lady (1933)
- The Merry Widow (1934)
- David Copperfield (1935)
- One New York Night (1935)
- Baby Face Harrington (1935)
- No More Ladies (1935)
- A Tale of Two Cities (1935)
- The Great Ziegfeld (1936)
- Small Town Girl (1936)
- San Francisco (1936)
- Women Are Trouble (1936)
- His Brother's Wife (1936)
- Maytime (1937)
- The Emperor's Candlesticks (1937)
- The Firefly (1937)
- Rosalie (1937)
- The Girl of the Golden West (1938)
- The Toy Wife (1938)
- The Crowd Roars (1938)
- Sweethearts (1938)
- The Ice Follies of 1939 (1939)
- Broadway Serenade (1939)
- It's a Wonderful World (1939)
- The Women (1939)
- Another Thin Man (1939)
- Broadway Melody of 1940 (1940)
- I Love You Again (1940)
- Bitter Sweet (1940)
- The Wild Man of Borneo (1941)
- Blonde Inspiration (1941)
- Rage in Heaven (1941)
- Lady Be Good (1941)